# Affliction Entertainment
Affliction foi uma organização de artes maciais mistas (MMA) dos Estados Unidos criada pela Affliction Clothing em 2008 e extinta em 2009 após ser adquirida pelo UFC.